# Cheirodon ibicuhiensis
Cheirodon ibicuhiensis är en fiskart som beskrevs av Eigenmann, 1915. Cheirodon ibicuhiensis ingår i släktet Cheirodon och familjen Characidae. Inga underarter finns listade i Catalogue of Life.